# Et sygehus ligner næsten et virkeligt hus
Et sygehus ligner næsten et virkeligt hus er en dansk dokumentarfilm fra 1997 med instruktion og manuskript af Lise Giødesen.

## Handling
En film for voksne om børns tanker og oplevelser på sygehus. Filmen er en mosaik af børns tanker, tegninger og spontane bemærkninger.